# Alfred Buck

Alfred Buck (um 1960)

Alfred Buck (* 24. Mai 1921; † 26. Dezember 2011 in Zürich; heimatberechtigt in Küsnacht) war ein Schweizer Maschinenbauingenieur und Professor an der ETH Zürich.

## Leben
Alfred Buck studierte bis 1947 an der Abteilung Maschineningenieurwesen der ETH Zürich. Nach zwei Jahrzehnten in der Industrie, zuerst bei der Sulzer AG und dann bei den Emser Werken, wurde er 1967 vom Bundesrat zum Assistenzprofessor für kalorische Apparate, Kälte- und Verfahrenstechnik der ETH Zürich gewählt, 1973 zum ausserordentlichen und 1977 zum ordentlichen Professor für das gleiche Lehrgebiet befördert.  Er beteiligte sich mehrere Jahre aktiv an der Leitung des Instituts für Kalorische Apparate, Verfahrens- und Kältetechnik und emeritierte im Jahr 1986.

## Forschung
Auf dem Gebiet der Verfahrenstechnik, insbesondere in den Sektoren Düngemittel, hatte er seit den frühen 1950er-Jahren an der Entwicklung der Emser Werke AG massgebenden Anteil. In der Forschung verstand er es ausgezeichnet, seine jahrelange Industrieerfahrung unter anderem in die Entwicklung von Methoden zur Stoffdatenermittlung und von Verfahrensstufen zur Herstellung von Kunstfasern einzubringen.